# فولتي إكس أيه-41
طُلبت طائرة فولتي إكس أيه-41 في الأصل كقاذفة انقضاضية. بعد أن دفعت الخبرة القتالية سلاح الجو الأمريكي إلى الاعتقاد بأن قاذفات الانقضاض ضعيفة جدًا أمام مقاتلات العدو، عُدِّل العقد لتغيير دورها إلى الهجوم الأرضي منخفض الارتفاع. على الرغم من أن إكس أيه-41 كانت نظام أسلحة فعال، إلا أن تصميمها طغى عليه تقنيات أكثر تطورًا، ولم تدخل الإنتاج قط.

## التصميم والتطوير
قرر فريق الهندسة في فولتي في وقت مبكر من عملية التصميم بناء إكس أيه-41 (نموذج الشركة 90) بمحرك برات آند ويتني آر-4360 واسب ميجور شعاعي رباعي الصفوف، 28 أسطوانة، بقوة 3000 حصان. كان الجناح المدبب الكبير للطراز 90 يشبه جناح فولتي موديل 72، وهي طائرة هجومية/قاذفة انقضاضية بمقعدين، تُعرف باسم فولتي فينجينس (A-31/A-35)، بما في ذلك حافة أمامية مستقيمة، وحافة خلفية مائلة للأمام، وجناح ثنائي السطوح بارز على الألواح الخارجية للجناح.
صُممت طائرة XA-41 لحمل حمولة داخلية كبيرة ومخازن خارجية، وكانت كبيرة بالنسبة لطائرة أحادية المحرك. كانت قمرة القيادة أحادية المقعد، ومثبتة بمحاذاة جذر الجناح، على ارتفاع 4.6 م عن الأرض عندما كانت الطائرة متوقفة.
مع تحول الأولويات التشغيلية خلال مرحلة التطوير، أُلغي الطلب الأصلي على نموذجين أوليين من طراز XA-41، على الرغم من أن القوات الجوية الأمريكية ضغطت من أجل إكمال نموذج أولي واحد كمنصة اختبار للمحرك آر-4360 (نفس المحرك المستخدم في طائرة بوينج بي-50 سوبرفورترس).

## التاريخ التشغيلي
في أول رحلة طيران لها في 11 فبراير 1944، أثبتت الطائرة XA-41 (S/N 43-35124 ) الوحيدة أنها تتمتع بأداء جيد بسرعة قصوى تبلغ 354 ميلًا في الساعة. بلغت سرعتها القصوى 100 كم/ساعة في الساعة أثناء الاختبار، و"قدرتها الفائقة على المناورة، حيث تفوقت على طائرة بي-51 بي موستانج". إلا أنه وبسبب انخفاض الطلبات العسكرية معاقتراب نهاية الحرب، لم يُبرم أي عقد إنتاج، واستُخدمت الطائرة منصة اختبار محركات لسلاح الجو الأمريكي، بالإضافة إلى تقييمها من جانب البحرية الأمريكية مقارنة بطائرات الهجوم المعاصرة الأخرى، وخاصة دوجلاس إيه دي-1 سكاي رايدر ومارتن إيه إم-1 مولر. بعد تجاربها البحرية، أُرسلت طائرة إكس أيه-41، المسجلة مدنيًا برقم NX60373N ، إلى قسم برات آند ويتني التابع لشركة يونايتد إيركرافت لمواصلة اختبارات المحركات. استمرت هذه الاختبارات حتى عام 1950 قبل أن تُلغى طائرة إكس أيه-41.

## استشهادات
1. ↑  "New United States Designations". The Aeroplane. ع. 69. 30 نوفمبر 1945. ص. 623.

## الكتب
- McCullough, Anson. "Grind 'Em Out Ground Attack: The Search for the Elusive Fighter Bomber". Wings Vol. 25, No. 4, August 1995.
- Thompson, Jonathan. Vultee Aircraft 1932–1947. Santa Ana, California: Narkiewicz/Thompson, 1992. (ردمك 0-913322-02-4)ISBN 0-913322-02-4.